# 35th Fighter Wing

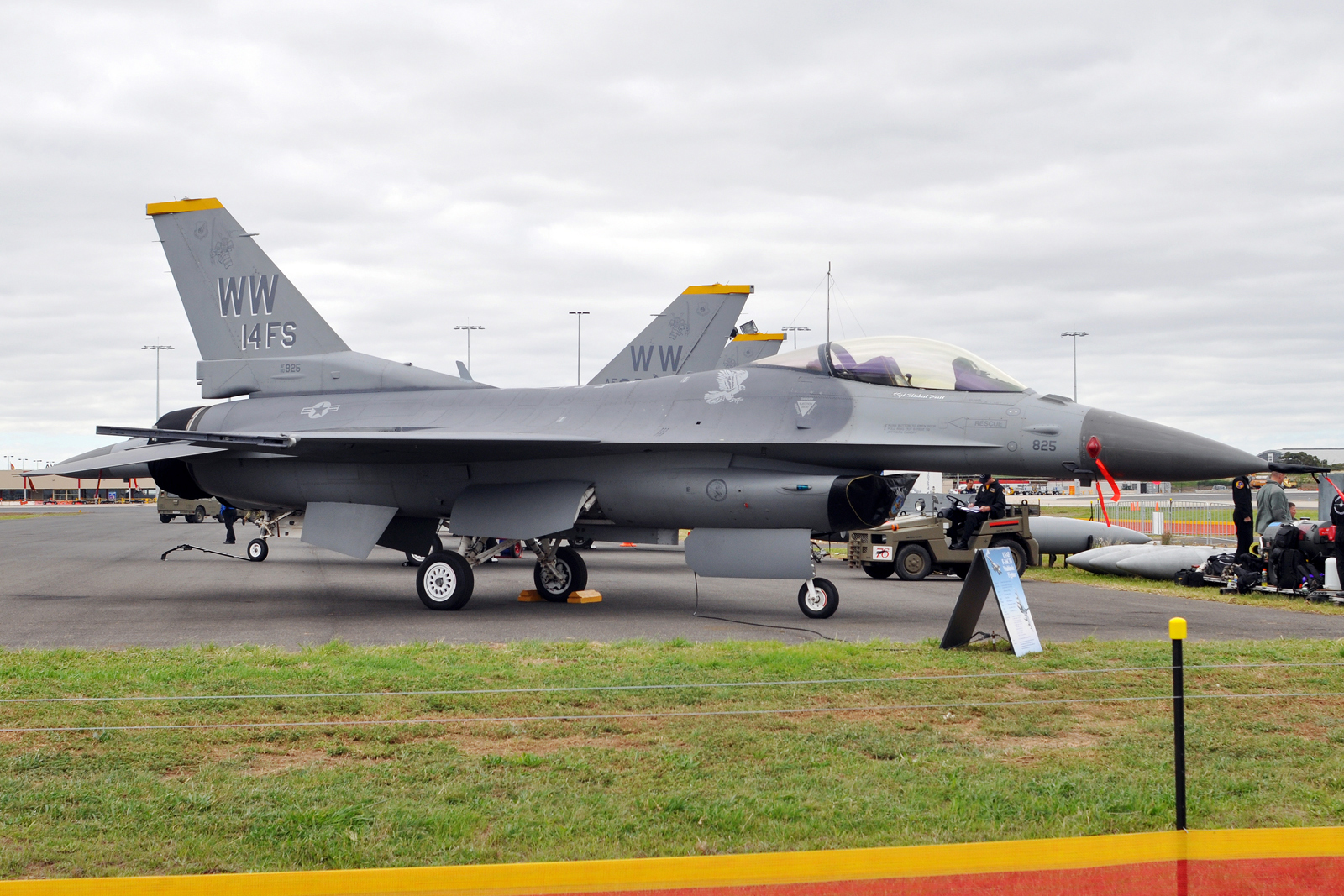
F-16CJ

Il 35th Fighter Wing è uno stormo caccia della U.S.Pacific Air Forces, inquadrato nella Fifth Air Force. Il suo quartier generale è situato presso la base aerea di Misawa, in Giappone.

## Missione
Lo stormo ha la funzione principale in caso di conflitto di sopprimere le difese aeree nemiche (SEAD), attraverso velivoli equipaggiati con missili antiradar. Nella terminologia dell'aviazione americana, questi reparti sono soprannominati Wild Weasel (Donnola selvatica), dal quale deriva il codice visivo di coda WW.

## Organizzazione
Attualmente, al maggio 2017, esso controlla:
- 35th Operations Group, codice WW
  - 35th Operations Support Squadron
  - 35th Security Forces Squadron
  -  13th Fighter Squadron, striscia  di coda rossa - Equipaggiato con F-16CJ/DJ
  -  14th Fighter Squadron, striscia  di coda gialla - Equipaggiato con F-16CJ/DJ
    - 610th Air Control Flight
- 35th Maintenance Group
  - 35th Aircraft Maintenance Operations Squadron
  - 35th Maintenance Squadron
- 35th Mission Support Group
  - 35th Civil Engineer Squadron
  - 35th Contracting Squadron
  - 35th Communications Squadron
  - 35th Logistics Readiness Squadron
  - 35th Force Support Squadron
- 35th Medical Group
  - 35th Medical Support Squadron
  - 35th Aerospace Medicine Squadron
  - 35th Dental Squadron
  - 35th Medical Operations Squadron
  - 35th Surgical Operations Squadron